# Willem Vink
Willem Vink (Oosterhout, 11 de agosto de 1931) es un botánico neerlandés.

## Eponimia
Género
- (Haloragaceae) Vinkia Meijden[1]

Especies
- (Ericaceae) Rhododendron vinkii Sleumer[2]
- (Fagaceae) Lithocarpus vinkii Soepadmo[3]
- (Rubiaceae) Psychotria vinkii Sohmer[4]
- (Rutaceae) Melicope vinkii T.G.Hartley[5]
- (Winteraceae) Zygogynum vinkii F.B.Sampson[6]

## Algunas publicaciones

### Libros
- 1977. The Winteraceae of the Old World. N.V.J.J. Groen en Zoon. 354 pp.